# Cults in Our Midst: The Hidden Menace in Our Everyday Lives
Cults in Our Midst: The Hidden Menace in Our Everyday Lives è uno studio sulle sette del 1995, opera di Margaret Singer e Janja Lalich, Ph.D., con una prefazione di Robert Jay Lifton.
Questo testo è il documento attualmente più citato in letteratura scientifica sul tema delle sette.

## Descrizione
In 380 pagine e 12 capitoli (edizione 2003), la Singer descrive il fenomeno delle sette da un punto di vista della terapia psicologica applicata nella sua esperienza per il reintegro sociale e emotivo delle persone sopravvissute alle sette. 
Nella prima parte del libro viene fornita una definizione generale di setta, fondata su tre principi:
1. Presenza di un fondatore e capo carismatico
2. Presenza di una struttura organizzativa per la trasmissione delle direttive dal vertice alla base
3. applicazione continua e coordinata di metodi di manipolazione e condizionamento degli adepti alla base (brainwashing).

Inoltre, viene elencato il genere di organizzazioni principali ricadenti nei tre criteri sopra elencati:
1. Sette neocristiane
2. Sette neo induiste e orientali
3. Sette neo zen
4. Sette sugli alieni e dischi volanti
5. Sette sataniche
6. Gruppi di auto-aiuto
7. Gruppi basati sulla razza
8. Gruppi di base psicologica o psicoterapeutica
9. Sette politiche
10. Gruppi spiritualisti

La seconda parte del libro (versione 2003) è dedicata alle tecniche di reclutamento degli adepti, ai metodi di manipolazione, condizionamento e intimidazione dei medesimi. La terza parte affronta i metodi di trattamento psicologico per la guarigione delle persone sopravvissute alle sette.

## Influenze culturali
Cults in our midst è preso a riferimento in vari studi di psicologia sul comportamento dei terroristi di matrice religiosa.

## Edizioni
Nel 2003 un'edizione rivista del libro intitolato Cults in Our Midst: The Continuing Fight Against Their Hidden Menace è stata pubblicata in formato tascabile da John Wiley & Sons, senza Janja Lalich elencata come coautrice.

### Altre lingue
- L'edizione spagnola è stata pubblicata nel 1997 con il titolo Las Sectas Entre Nosotros (Le sette tra noi),[6]
- Nello stesso anno, è uscita l'edizione tedesca Sekten: Wie Menschen ihre Freiheit verlieren und wiedergewinnen können (Sette: come le persone possono perdere e riconquistare la propria libertà).[7]